# SPAD S.XVII
SPAD S.XVII – francuski jednomiejscowy samolot myśliwski w układzie dwupłatu z końcowego okresu I wojny światowej, zaprojektowany przez inż. Louisa Béchereau i zbudowany w wytwórni Société (anonyme) Pour L’Aviation et ses Dérivés (SPAD). Używana w niewielkich ilościach przez Aéronautique Militaire maszyna była ulepszonym następcą modelu SPAD S.XIII.

## Historia
Na początku 1918 roku Aéronautique Militaire złożyło zapotrzebowanie na nowy jednomiejscowy samolot myśliwski wyposażony w silnik o większej niż zastosowany w modelu SPAD S.XIII mocy, aby utrzymać przewagę powietrzną nad Luftstreitkräfte. Myśliwiec miał być uzbrojony w dwa karabiny maszynowe kalibru 7,7 lub 11 mm bądź w jeden karabin maszynowy i działko kalibru 37 mm. Dodatkowym wymaganiem była możliwość instalacji aparatów fotograficznych w celu wykonywania zadań rozpoznawczych. Do napędu samolotu konstruktorzy mogli wykorzystać dwa silniki: widlasty Hispano-Suiza 8Fb o mocy 220 kW (300 KM) oraz gwiazdowy ABC Dragonfly o mocy 320 KM, jednak problemy eksploatacyjne obu tych jednostek napędowych wymusiły początkowo użycie słabszego silnika Hispano-Suiza 8Be o mocy 220 KM.
Samolot SPAD S.XVII został skonstruowany przez inż. Louisa Béchereau we francuskiej wytwórni lotniczej Société (anonyme) Pour L’Aviation et ses Dérivés (SPAD). Płatowiec bazował na modelu S.XIII, z niewielkimi zmianami spowodowanymi głównie koniecznością dostosowania do montażu innego układu napędowego. Zastosowanie chłodnicy czołowej o większych niż w S.XIII rozmiarach wymusiło zaprojektowanie kadłuba o większej średnicy i przekroju eliptycznym, oprofilowanego na całej długości listwami. Pogrubiona została też dolna część steru kierunku oraz powierzchnia usterzenia; zwiększono również wytrzymałość skrzydeł.
Prototyp samolotu został poddany próbom fabrycznym w kwietniu 1918 roku, po czym w czerwcu został przekazany kpt. Henriemu de Slade w celu przeprowadzenia prób w warunkach bojowych. Osiągi S.XVII były na tyle lepsze od swego protoplasty, że zdecydowano o rozpoczęciu produkcji seryjnej myśliwca. Wykonano jednak zaledwie 20 sztuk tego modelu, na co wpływ miało zarówno zakończenie działań wojennych, jak też podjęta w 1919 roku decyzja dowództwa Aéronautique Militaire o wyborze samolotu Nieuport 29 jako standardowego powojennego myśliwca francuskiego.

## Użycie
Samoloty SPAD S.XVII trafiły głównie na wyposażenie grupy myśliwskiej (fr. Groupe de Combat) GC 12 „Les Cigognes” („Bociany”), wchodząc w skład eskadr (fr. Escadrille) SPA 3, 26, 67, 103 i 167. Na samolocie o numerze S682 latał w eskadrze SPA 103 francuski as myśliwski René Fonck.

## Opis konstrukcji i dane techniczne

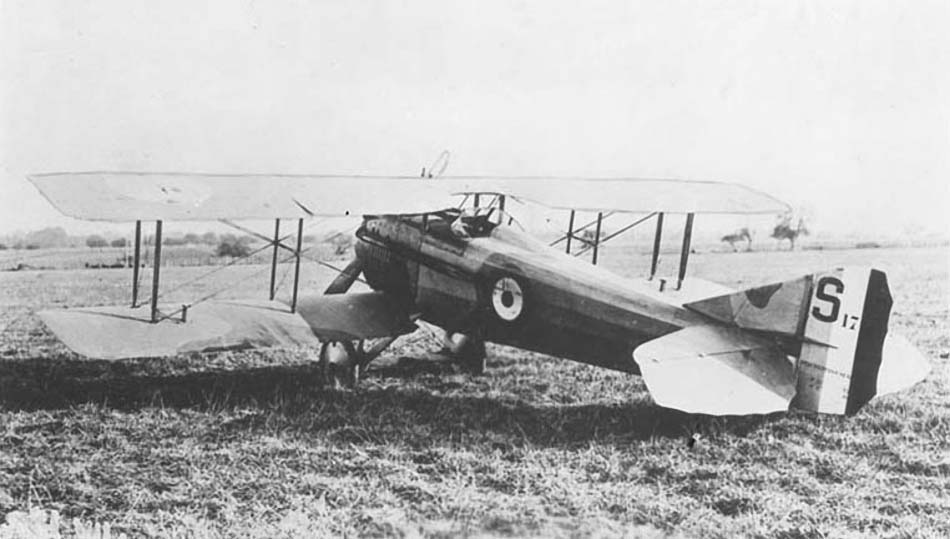
SPAD S.XVII

SPAD S.XVII był jednosilnikowym, jednomiejscowym dwupłatem myśliwskim o konstrukcji drewnianej, z odkrytą kabiną. Rozpiętość skrzydeł wynosiła 8,08 metra, zaś powierzchnia nośna wynosiła 20 m². Długość samolotu wynosiła 6,25 metra, a jego wysokość 2,6 metra. Masa własna wynosiła 687 kg, zaś masa całkowita (startowa) 942 kg. Współczynnik obciążenia niszczącego miał wartość 9.
Napęd stanowił chłodzony cieczą 8-cylindrowy silnik widlasty Hispano-Suiza 8Fb o mocy 220 kW (300 KM), napędzający drewniane dwułopatowe śmigło ciągnące. Prędkość maksymalna na wysokości 2000 metrów wynosiła 217 km/h, zaś na wysokości 5000 metrów samolot rozwijał 201 km/h. Długotrwałość lotu wynosiła 1,25 godziny. Maszyna osiągała wysokość 2000 metrów w czasie 5 minut 24 sekund, 3000 metrów w 8 minut 20 sekund, zaś na osiągnięcie 5000 metrów samolot potrzebował 17 minut 21 sekund. Pułap maksymalny wynosił 7175 metrów.
Uzbrojenie składało się z dwóch zsynchronizowanych karabinów maszynowych Vickers kalibru 7,7 mm. W przypadku wyposażenia samolotu w aparaty fotograficzne uzbrojenie było ograniczone do jednego karabinu maszynowego Vickers.